# ماري براون
ماري براون (بالإنجليزية: Mary Browne)‏ مواليد 3 يونيو 1891 في مقاطعة فينتورا، الولايات المتحدة - الوفاة 19 أغسطس 1971، كانت لاعبة كرة مضرب أمريكية وكانت تلعب باليد اليمنى. كما أنها إحدى بطلات الجراند سلام. أعلى تصنيف لها كان المركز الأول.

## بطولات حققتها
- بطولة ويمبلدون

## الخط الزمني للفردي
مفتاح
| ف | ن | ن.ن | ر.ن | د# | د.م | ل | أ.أ | ت | غ | ب | ف | ذ | م.خ | ل.ت |

(ف) فاز بالبطولة (ن) وصل النهائي (ن.ن) نصف النهائي (ر.ن) ربع النهائي (د#) الأدوار الأربعة الأولى (د.م) دور المجموعات (ل) شارك في كأس ديفيز (أ.أ) خرج من الأدوار الاولى (ت) خسر التصفيات التأهيلية (غ) غاب عن الحدث أو البطولة (ب) حصل على ميدالية برونزية (ف) حصل على ميدالية فضية (ذ) حصل على ميدالية ذهبية (م.خ) بطولة الماسترز خُفضت إلى مرتبة أقل (ل.ت) البطولة لم تعقد في السنة المعينة.
لتجنب الارتباك وازدواجية الحساب، يتم تحديث هذه المعلومات إما في نهاية البطولة، أو عندما تكون مشاركة اللاعب في البطولة قد انتهت.
| الدورة             | 1912  | 1913  | 1914  | 1915  | 1916  | 1917  | 1918  | 1919  | 1920  | 1921  | 1922  | 1923  | 1924  | 1925  | 1926  | إجمالي ف/م |
| ------------------ | ----- | ----- | ----- | ----- | ----- | ----- | ----- | ----- | ----- | ----- | ----- | ----- | ----- | ----- | ----- | ---------- |
| البطولة الأسترالية | ل.ت   | ل.ت   | ل.ت   | ل.ت   | ل.ت   | ل.ت   | ل.ت   | ل.ت   | ل.ت   | ل.ت   | غ     | غ     | غ     | غ     | غ     | 0 / 0      |
| البطولة الفرنسية1  | غ     | غ     | غ     | ل.ت   | ل.ت   | ل.ت   | ل.ت   | ل.ت   | غ     | غ     | غ     | غ     | ل.ت   | غ     | ن     | 0 / 1      |
| بطولة ويمبلدون     | غ     | غ     | غ     | ل.ت   | ل.ت   | ل.ت   | ل.ت   | غ     | غ     | غ     | غ     | غ     | غ     | غ     | د1    | 0 / 1      |
| البطولة الأمريكية  | ف     | ف     | ف     | غ     | غ     | غ     | غ     | غ     | غ     | ن     | غ     | غ     | ن.ن   | د3    | ن.ن   | 3 / 7      |
| م.ف                | 1 / 1 | 1 / 1 | 1 / 1 | 0 / 0 | 0 / 0 | 0 / 0 | 0 / 0 | 0 / 0 | 0 / 0 | 0 / 1 | 0 / 0 | 0 / 0 | 0 / 1 | 0 / 1 | 0 / 3 | 3 / 9      |

- إجمالي ف / م = إجمالي الفوز والمشاركة

## روابط خارجية
- ماري براون على موقع قاعة مشاهير كرة المضرب الدولية (الإنجليزية)